# Typhlocyba hollandi
Typhlocyba hollandi är en insektsart som beskrevs av Hamilton 1987. Typhlocyba hollandi ingår i släktet Typhlocyba och familjen dvärgstritar.
Artens utbredningsområde är Newfoundland. Inga underarter finns listade i Catalogue of Life.